# ゲイル・ペアレント
ゲイル・ペアレント（Gail Parent、1940年8月12日 - ）は、アメリカ合衆国の脚本家。

## 作品
- 彼女は夢見るドラマ・クイーン
- カデット・ケリー
- 新・世にも不思議なアメージング・ストーリー3
- ハート泥棒
- メーン・イベント